# Fernando Rebelo
Fernando da Silva Rebelo (* 16. September 1943 in Espinho, Portugal; † 2014) war ein portugiesischer Geograph.
Rebelo wurde 1993 korrespondierendes Mitglied der Academia das Ciências de Lisboa. Von 1986 bis 1996 war er Vizerektor und von 1998 bis 2002 war er Rektor der Universität Coimbra.